# Colors (canção de Lauren Jauregui)
"Colors" é uma canção da cantora e compositora americana Lauren Jauregui, lançada na sexta-feira do dia 8 de outubro de 2021, pertencente ao EP de estreia da cantora, PRELUDE.

## Informações
Com o lançamento da música “Colors”, single que faz parte do projeto Prelude, Lauren deu início oficialmente em uma nova etapa em sua carreira. Escrita por Jauregui e produzida por Johnny Rain, “Colors” é uma canção contemplativa e carregada de emoção que revela a verificação da realidade interna da cantora, além de ser o primeiro lançamento de sua carreira sob seu próprio selo musical independente, a Attunement Records.
Falando sobre a música, Lauren revela: “Quando você pinta uma parede, você tem que pintar sobre o que está por baixo. Estou tentando me convencer de que sou alguém que não sou”, explica ela. “A música é uma conversa literal. Quando todos se vão, somos só você e eu. Você pode pintar na parede, mas não pode apagar todas as pinturas dela. Estou me deixando saber que não importa o que esteja acontecendo, eu preciso estar bem comigo mesma. Você não pode fugir de si mesmo, porque todas as suas camadas ainda estarão lá. Você precisa aprender a vê-los e aceitá-los.”
Veja um trecho da letra, que preenche o espaço com piano e cordas arejadas antes de descer em um ritmo exuberante de bateria no estilo R&B: "Agora estou começando a ver. Agora está tão claro para mim (descobri). Eu, na verdade, não sou viciada em drogas. Sou viciada em me sentir fodidamente entorpecida".